# Vitorino de Carvalho Guimarães

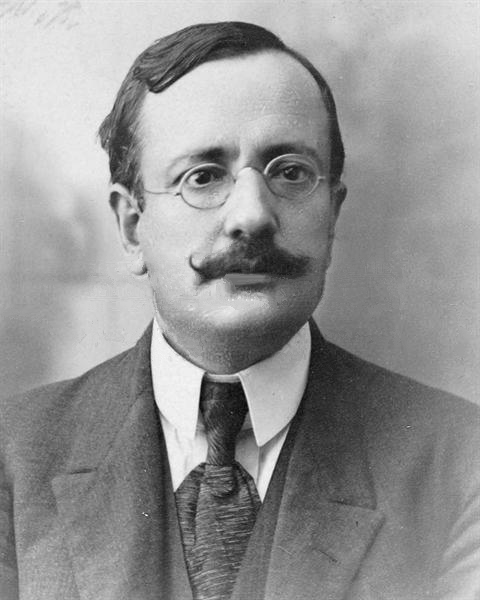
Vitorino Guimarães

Vitorino Máximo de Carvalho Guimarães (* 13. November 1876 in Penafiel; † 1957) war ein portugiesischer Politiker und Premierminister (Presidente do Conselho de Ministros) während der Ersten Republik.

## Biographie

### Studium, berufliche Tätigkeiten und Sturz der Monarchie
Nach dem Schulbesuch absolvierte er ein Studium am Institut für Handel und Industrie von Porto. Nach dem Abschluss des Handelsexamens 1901 erfolgte seine Aufnahme an die Militärschule (Escola do Exército). Später war er als Dozent für Verwaltung und Finanzen an der Militärschule, am Militärinstitut (Instituto dos Pupilos do Exército), am Obersten Handelsinstitut (Instituto Superior de Comércio) sowie schließlich am Obersten Institut für Wirtschafts- und Finanzwissenschaften (Instituto Superior de Ciências Económicas e Financeiras) tätig.
Seine politische Laufbahn begann er als Berater von Ministerpräsident João Franco Ferreira Pinto Castelo Branco. Allerdings gehörte er zu den republikanischen Anführern, die durch die Revolte vom 28. Januar 1908 zum Sturz Francos und zwei Jahre später zur Abschaffung der Monarchie führte.

### Erste Republik und Erster Weltkrieg
Als Mitglied des Militärkomitees war er maßgeblich an der Proklamation der Ersten Republik am 5. Oktober 1910 beteiligt. Im darauf folgenden Jahr wurde er zum Deputierten der Verfassungsgebenden Versammlung (Congresso Constituinte), in der er den Wahlkreis Bragança vertrat. Als überzeugter Anhänger der Republik war er Mitglied der 1912 gegründeten Partido Democrático, aber auch der später von Álvaro de Castro gegründeten paramilitärischen Vereinigung der Jungtürken (Jovem Turquia).
Am 29. Juni 1915 wurde er von José de Castro erstmals zum Finanzminister in dessen Kabinett berufen, dem er bis zum 29. November 1915 angehörte. Vom 16. bis zum 22. Dezember 1915 war er nochmals Finanzminister im Kabinett Castro sowie zugleich Handelsminister. Während des Ersten Weltkrieges war er als Verwaltungsdirektor (Chefe dos serviços administrativos) der 2. Division des Portugiesischen Expeditionskorps (Corpo Expedicionário Português) tätig.
Nach dem Ende des Weltkrieges wurde er 1919 Mitglied von Kommissionen zur Reform der Steuern sowie der Nationalen Überseebank (Banco Nacional Ultramarino). Noch im gleichen Jahr wurde er zum Abgeordneten des Parlaments (Assembleia da República) gewählt, in dem er den Wahlkreis Moncorvo vertrat. Die Regierung ernannte ihn zugleich in den Jahren 1919 bis 1920 zum Delegierten bei der Kommission für Kriegsreparationen. Danach wurde er Botschafter bei der Finanzkonferenz in Brüssel.
Am 16. Dezember 1921 wurde er von Ministerpräsident Francisco Pinto da Cunha Leal wieder zum Finanzminister berufen. Dieses Amt übte er bis zum Ende von Cunha Leal am 7. Februar 1922 aus und wurde daraufhin Delegierter bei der Kriegswirtschaftskonferenz von 1922. Am 14. September 1922 wurde er dann jedoch wieder zum Finanzminister berufen und war als solcher Mitglied der Regierung von António Maria da Silva bis zum 30. November 1922. Danach war er als Verfasser des bedeutenden Steuerreformgesetzes von 1923 tätig.

### Ministerpräsident 1925 und letzte Lebensjahre
Am 15. Februar 1925 wurde er schließlich von Präsident Manuel Teixeira Gomes selbst zum Premierminister (Presidente do Conselho de Ministros) ernannt. In diesem Amt verblieb er jedoch nur bis zu seiner Ablösung durch da Silva am 1. Juli 1925. In seiner Regierung übernahm er zeitweise auch wieder das Amt des Finanzministers.
Nach dem Militärputsch vom 28. Mai 1926 zog er sich völlig aus dem politischen Leben zurück und kehrte in die Militärverwaltung zurück. 1936 wurde er im Rang eines Obersts in den Ruhestand verabschiedet. Zuletzt war er 1941 bis 1943 Verfasser von Aufsätzen zum Öffentlichen Rechnungswesen und dessen Entstehung und Entwicklung in Portugal (Contabilidade Pública. Sua Origem e Evolução em Portugal) in der Zeitschrift für öffentliches Rechnungswesen (Revista da Contabilidade Pública).
Seine einzige Tochter, die Juristin und Frauenrechtlerin Elina Júlia Chaves Pereira Guimarães, war seit 1928 mit dem späteren ersten Premierminister der Dritten Republik, Adelino da Palma Carlos, verheiratet.